# 白鵠
白鵠（はくこく）とは、中国の後漢末期に活躍した馬の名前。曹洪の乗馬。葦毛馬であった。白鶴とも。
『三国志』にはその名は登場しないが、後秦の王嘉が書いた『拾遺記』、『太平御覧』などに記されている。『拾遺記』には、「疾走すると風の音が耳に鳴るばかり、足が地面を踏まないかのような名馬」であったとされる。
初平元年（190年）の董卓討伐戦の時、曹操は徐栄に大敗し敵軍に追撃された。この時、曹洪は白鵠に乗っており、馬を失った曹操に馬を譲ろうとした。曹操は最初は辞退したが、曹洪は｢天下に洪なかるべきも、公なかるべからず｣と直言して曹操に馬をゆずり、自分は徒歩で曹操に付き従い、闇に紛れて逃げ延びた。
川合康三は「曹洪はこの他にもたくさんの駿馬を抱えており、曹洪の家の産業がいかに盛んであったが窺える」と『曹操 -矛を横たえて詩を賦す-』にて述べている
小説『三国志演義』では曹洪が自ら曹操を背負って敵の追撃を振り切って渡河するため登場しない。